# Lista di asteroidi (646001-647000)
Di seguito una lista di asteroidi dal numero 646001  al 647000 con data di scoperta e scopritore.

## 646001–646100
| Nome   | Designazione provvisoria | Data di scoperta  | Scopritore           |
| ------ | ------------------------ | ----------------- | -------------------- |
| 646001 | 2007 XS64                | 5 dicembre 2007   | Mount Lemmon Survey  |
| 646002 | 2007 XY64                | 27 febbraio 2009  | Spacewatch           |
| 646003 | 2007 XZ64                | 29 settembre 2010 | Mount Lemmon Survey  |
| 646004 | 2007 XE65                | 5 dicembre 2007   | Spacewatch           |
| 646005 | 2007 XH65                | 20 ottobre 2012   | Mount Lemmon Survey  |
| 646006 | 2007 XM65                | 6 dicembre 2007   | Spacewatch           |
| 646007 | 2007 XO65                | 19 giugno 2015    | Pan-STARRS           |
| 646008 | 2007 XY65                | 4 dicembre 2007   | Spacewatch           |
| 646009 | 2007 XA66                | 26 ottobre 2011   | Pan-STARRS           |
| 646010 | 2007 XQ66                | 4 dicembre 2007   | Spacewatch           |
| 646011 | 2007 XS66                | 17 settembre 2017 | Pan-STARRS           |
| 646012 | 2007 XK67                | 8 novembre 2010   | Mount Lemmon Survey  |
| 646013 | 2007 XE68                | 30 gennaio 2017   | Pan-STARRS           |
| 646014 | 2007 XS68                | 5 dicembre 2007   | Spacewatch           |
| 646015 | 2007 XR69                | 5 dicembre 2007   | Spacewatch           |
| 646016 | 2007 XF70                | 4 dicembre 2007   | Mount Lemmon Survey  |
| 646017 | 2007 XZ70                | 3 dicembre 2007   | Spacewatch           |
| 646018 | 2007 XB71                | 5 dicembre 2007   | Spacewatch           |
| 646019 | 2007 XF71                | 5 dicembre 2007   | Spacewatch           |
| 646020 | 2007 XB73                | 5 dicembre 2007   | Spacewatch           |
| 646021 | 2007 YL2                 | 19 novembre 2003  | CSS                  |
| 646022 | 2007 YC5                 | 16 dicembre 2007  | Spacewatch           |
| 646023 | 2007 YB6                 | 23 ottobre 2003   | Spacewatch           |
| 646024 | 2007 YZ7                 | 8 luglio 2003     | NEAT                 |
| 646025 | 2007 YD8                 | 4 dicembre 2007   | Spacewatch           |
| 646026 | 2007 YG10                | 16 dicembre 2007  | Mount Lemmon Survey  |
| 646027 | 2007 YC13                | 17 dicembre 2007  | Mount Lemmon Survey  |
| 646028 | 2007 YH15                | 5 dicembre 2007   | Spacewatch           |
| 646029 | 2007 YT15                | 16 dicembre 2007  | Spacewatch           |
| 646030 | 2007 YH16                | 16 dicembre 2007  | Spacewatch           |
| 646031 | 2007 YX17                | 16 dicembre 2007  | Spacewatch           |
| 646032 | 2007 YC18                | 16 dicembre 2007  | Spacewatch           |
| 646033 | 2007 YB22                | 4 dicembre 2007   | Spacewatch           |
| 646034 | 2007 YD22                | 16 dicembre 2007  | Spacewatch           |
| 646035 | 2007 YL23                | 12 novembre 2007  | Mount Lemmon Survey  |
| 646036 | 2007 YU23                | 14 ottobre 2001   | SDSS Collaboration   |
| 646037 | 2007 YM25                | 18 dicembre 2007  | Mount Lemmon Survey  |
| 646038 | 2007 YZ25                | 18 dicembre 2007  | Mount Lemmon Survey  |
| 646039 | 2007 YL26                | 18 dicembre 2007  | Mount Lemmon Survey  |
| 646040 | 2007 YF29                | 11 novembre 2007  | Mount Lemmon Survey  |
| 646041 | 2007 YF30                | 9 novembre 2007   | Spacewatch           |
| 646042 | 2007 YC31                | 15 dicembre 2007  | Spacewatch           |
| 646043 | 2007 YN32                | 4 dicembre 2007   | Mount Lemmon Survey  |
| 646044 | 2007 YR32                | 20 novembre 2007  | Spacewatch           |
| 646045 | 2007 YW32                | 27 agosto 2006    | Spacewatch           |
| 646046 | 2007 YJ33                | 14 novembre 2007  | Spacewatch           |
| 646047 | 2007 YT33                | 20 novembre 2007  | Spacewatch           |
| 646048 | 2007 YD36                | 4 dicembre 2007   | Spacewatch           |
| 646049 | 2007 YJ37                | 30 dicembre 2007  | Mount Lemmon Survey  |
| 646050 | 2007 YK37                | 17 dicembre 2007  | Spacewatch           |
| 646051 | 2007 YB48                | 18 dicembre 2007  | Spacewatch           |
| 646052 | 2007 YY49                | 28 dicembre 2007  | Spacewatch           |
| 646053 | 2007 YB50                | 8 novembre 2007   | Mount Lemmon Survey  |
| 646054 | 2007 YL50                | 20 dicembre 2007  | Spacewatch           |
| 646055 | 2007 YU53                | 16 novembre 2012  | V. Nevski, V. Linkov |
| 646056 | 2007 YD54                | 17 dicembre 2007  | Mount Lemmon Survey  |
| 646057 | 2007 YH54                | 16 dicembre 2007  | Mount Lemmon Survey  |
| 646058 | 2007 YF55                | 19 settembre 2011 | Mount Lemmon Survey  |
| 646059 | 2007 YY57                | 21 agosto 2006    | Spacewatch           |
| 646060 | 2007 YB67                | 31 dicembre 2007  | Spacewatch           |
| 646061 | 2007 YQ68                | 17 dicembre 2007  | Mount Lemmon Survey  |
| 646062 | 2007 YJ70                | 31 dicembre 2007  | Mount Lemmon Survey  |
| 646063 | 2007 YT70                | 14 novembre 2007  | Spacewatch           |
| 646064 | 2007 YO71                | 17 dicembre 2007  | Spacewatch           |
| 646065 | 2007 YF73                | 29 dicembre 2007  | H. Mikuž             |
| 646066 | 2007 YX74                | 17 dicembre 2007  | Mount Lemmon Survey  |
| 646067 | 2007 YC76                | 16 dicembre 2007  | Mount Lemmon Survey  |
| 646068 | 2007 YN77                | 30 dicembre 2007  | Mount Lemmon Survey  |
| 646069 | 2007 YP77                | 31 dicembre 2007  | Mount Lemmon Survey  |
| 646070 | 2007 YZ77                | 18 dicembre 2007  | Spacewatch           |
| 646071 | 2007 YA78                | 30 dicembre 2007  | Spacewatch           |
| 646072 | 2007 YB78                | 18 ottobre 2012   | Pan-STARRS           |
| 646073 | 2007 YM78                | 1 novembre 2007   | Spacewatch           |
| 646074 | 2007 YQ78                | 8 ottobre 2012    | Mount Lemmon Survey  |
| 646075 | 2007 YT78                | 30 dicembre 2007  | Spacewatch           |
| 646076 | 2007 YA79                | 9 gennaio 2014    | Pan-STARRS           |
| 646077 | 2007 YD79                | 4 luglio 2016     | Pan-STARRS           |
| 646078 | 2007 YN79                | 18 dicembre 2007  | Mount Lemmon Survey  |
| 646079 | 2007 YY79                | 25 settembre 2017 | Pan-STARRS           |
| 646080 | 2007 YN80                | 22 ottobre 2012   | Pan-STARRS           |
| 646081 | 2007 YP80                | 20 dicembre 2007  | Spacewatch           |
| 646082 | 2007 YR80                | 5 marzo 2013      | Mount Lemmon Survey  |
| 646083 | 2007 YG81                | 25 novembre 2011  | Pan-STARRS           |
| 646084 | 2007 YM81                | 31 dicembre 2007  | Spacewatch           |
| 646085 | 2007 YP81                | 30 dicembre 2007  | Spacewatch           |
| 646086 | 2007 YQ81                | 31 dicembre 2007  | Spacewatch           |
| 646087 | 2007 YU81                | 31 dicembre 2007  | Mount Lemmon Survey  |
| 646088 | 2007 YX81                | 19 ottobre 2012   | Pan-STARRS           |
| 646089 | 2007 YB82                | 20 dicembre 2007  | Spacewatch           |
| 646090 | 2007 YM82                | 28 marzo 2015     | Pan-STARRS           |
| 646091 | 2007 YW82                | 16 dicembre 2007  | Mount Lemmon Survey  |
| 646092 | 2007 YB83                | 4 dicembre 2012   | Mount Lemmon Survey  |
| 646093 | 2007 YD83                | 25 novembre 2012  | Spacewatch           |
| 646094 | 2007 YE83                | 17 dicembre 2007  | Mount Lemmon Survey  |
| 646095 | 2007 YH83                | 27 luglio 2011    | Pan-STARRS           |
| 646096 | 2007 YM83                | 21 settembre 2017 | Pan-STARRS           |
| 646097 | 2007 YO83                | 20 dicembre 2007  | Mount Lemmon Survey  |
| 646098 | 2007 YB84                | 14 novembre 2012  | Mount Lemmon Survey  |
| 646099 | 2007 YJ84                | 30 gennaio 2017   | Pan-STARRS           |
| 646100 | 2007 YK84                | 19 maggio 2015    | CTIO-DECam           |

## 646101–646200
| Nome   | Designazione provvisoria | Data di scoperta  | Scopritore                |
| ------ | ------------------------ | ----------------- | ------------------------- |
| 646101 | 2007 YR84                | 22 ottobre 2012   | Pan-STARRS                |
| 646102 | 2007 YS84                | 19 dicembre 2007  | Mount Lemmon Survey       |
| 646103 | 2007 YA85                | 16 dicembre 2007  | Mount Lemmon Survey       |
| 646104 | 2007 YD85                | 20 maggio 2015    | CTIO-DECam                |
| 646105 | 2007 YH85                | 23 ottobre 2012   | Pan-STARRS                |
| 646106 | 2007 YL85                | 23 settembre 2015 | Pan-STARRS                |
| 646107 | 2007 YP85                | 7 novembre 2012   | Pan-STARRS                |
| 646108 | 2007 YY85                | 31 dicembre 2007  | Mount Lemmon Survey       |
| 646109 | 2007 YR86                | 2 gennaio 2016    | Pan-STARRS                |
| 646110 | 2007 YS86                | 1 novembre 2013   | Spacewatch                |
| 646111 | 2007 YG87                | 30 dicembre 2007  | Spacewatch                |
| 646112 | 2007 YL88                | 31 dicembre 2007  | Spacewatch                |
| 646113 | 2007 YU88                | 10 ottobre 2017   | Mount Lemmon Survey       |
| 646114 | 2007 YE89                | 16 dicembre 2007  | Mount Lemmon Survey       |
| 646115 | 2007 YF89                | 18 dicembre 2007  | Mount Lemmon Survey       |
| 646116 | 2007 YG89                | 21 giugno 2014    | Mount Lemmon Survey       |
| 646117 | 2007 YP89                | 6 novembre 2013   | Pan-STARRS                |
| 646118 | 2007 YS89                | 28 dicembre 2007  | Spacewatch                |
| 646119 | 2007 YZ90                | 30 dicembre 2007  | Mount Lemmon Survey       |
| 646120 | 2007 YA91                | 16 dicembre 2007  | Spacewatch                |
| 646121 | 2007 YE91                | 16 dicembre 2007  | Mount Lemmon Survey       |
| 646122 | 2007 YF91                | 30 dicembre 2007  | Mount Lemmon Survey       |
| 646123 | 2007 YG91                | 19 dicembre 2007  | Mount Lemmon Survey       |
| 646124 | 2007 YJ91                | 18 dicembre 2007  | Spacewatch                |
| 646125 | 2007 YT91                | 30 dicembre 2007  | Spacewatch                |
| 646126 | 2007 YA92                | 17 dicembre 2007  | W. Bickel                 |
| 646127 | 2007 YE92                | 18 dicembre 2007  | Mount Lemmon Survey       |
| 646128 | 2007 YN92                | 30 dicembre 2007  | Spacewatch                |
| 646129 | 2007 YY92                | 18 dicembre 2007  | Mount Lemmon Survey       |
| 646130 | 2007 YX93                | 30 dicembre 2007  | Mount Lemmon Survey       |
| 646131 | 2007 YU94                | 30 dicembre 2007  | Spacewatch                |
| 646132 | 2007 YY95                | 16 dicembre 2007  | Spacewatch                |
| 646133 | 2007 YJ96                | 17 dicembre 2007  | Mount Lemmon Survey       |
| 646134 | 2008 AT3                 | 9 gennaio 2008    | G. Hug                    |
| 646135 | 2008 AQ7                 | 14 dicembre 2007  | Mount Lemmon Survey       |
| 646136 | 2008 AX7                 | 17 marzo 2005     | Mount Lemmon Survey       |
| 646137 | 2008 AJ9                 | 10 gennaio 2008   | Mount Lemmon Survey       |
| 646138 | 2008 AX9                 | 10 gennaio 2008   | Mount Lemmon Survey       |
| 646139 | 2008 AD10                | 10 gennaio 2008   | Mount Lemmon Survey       |
| 646140 | 2008 AC13                | 10 gennaio 2008   | Mount Lemmon Survey       |
| 646141 | 2008 AL13                | 10 gennaio 2008   | Mount Lemmon Survey       |
| 646142 | 2008 AT13                | 27 settembre 2006 | Mount Lemmon Survey       |
| 646143 | 2008 AH15                | 10 gennaio 2008   | Spacewatch                |
| 646144 | 2008 AM17                | 10 gennaio 2008   | Spacewatch                |
| 646145 | 2008 AH18                | 30 dicembre 2007  | Spacewatch                |
| 646146 | 2008 AS20                | 10 gennaio 2008   | Mount Lemmon Survey       |
| 646147 | 2008 AJ21                | 10 marzo 2005     | Mount Lemmon Survey       |
| 646148 | 2008 AN21                | 10 gennaio 2008   | Mount Lemmon Survey       |
| 646149 | 2008 AL24                | 19 settembre 2006 | SSS                       |
| 646150 | 2008 AX26                | 10 gennaio 2008   | Spacewatch                |
| 646151 | 2008 AO32                | 19 dicembre 2007  | Mount Lemmon Survey       |
| 646152 | 2008 AK34                | 30 dicembre 2007  | Spacewatch                |
| 646153 | 2008 AK35                | 30 dicembre 2007  | Spacewatch                |
| 646154 | 2008 AM36                | 10 gennaio 2008   | Spacewatch                |
| 646155 | 2008 AB38                | 10 gennaio 2008   | Spacewatch                |
| 646156 | 2008 AA39                | 31 dicembre 2007  | Spacewatch                |
| 646157 | 2008 AG42                | 27 aprile 2009    | Spacewatch                |
| 646158 | 2008 AV45                | 13 novembre 2007  | Spacewatch                |
| 646159 | 2008 AD52                | 5 dicembre 2007   | Mount Lemmon Survey       |
| 646160 | 2008 AM53                | 11 gennaio 2008   | Spacewatch                |
| 646161 | 2008 AP53                | 11 gennaio 2008   | Spacewatch                |
| 646162 | 2008 AH55                | 31 dicembre 2007  | Mount Lemmon Survey       |
| 646163 | 2008 AP56                | 15 settembre 2006 | Spacewatch                |
| 646164 | 2008 AO57                | 11 gennaio 2008   | Spacewatch                |
| 646165 | 2008 AY59                | 31 dicembre 2007  | Spacewatch                |
| 646166 | 2008 AG60                | 11 gennaio 2008   | Spacewatch                |
| 646167 | 2008 AU61                | 11 gennaio 2008   | Spacewatch                |
| 646168 | 2008 AJ65                | 11 gennaio 2008   | Mount Lemmon Survey       |
| 646169 | 2008 AO65                | 31 dicembre 2007  | Spacewatch                |
| 646170 | 2008 AW67                | 11 gennaio 2008   | Spacewatch                |
| 646171 | 2008 AW72                | 6 dicembre 2007   | Spacewatch                |
| 646172 | 2008 AJ75                | 11 gennaio 2008   | Mount Lemmon Survey       |
| 646173 | 2008 AG76                | 11 gennaio 2008   | Spacewatch                |
| 646174 | 2008 AF78                | 12 gennaio 2008   | Spacewatch                |
| 646175 | 2008 AH82                | 14 gennaio 2008   | Spacewatch                |
| 646176 | 2008 AO89                | 13 gennaio 2008   | Spacewatch                |
| 646177 | 2008 AR89                | 13 gennaio 2008   | Spacewatch                |
| 646178 | 2008 AA90                | 13 gennaio 2008   | Spacewatch                |
| 646179 | 2008 AN91                | 8 novembre 2007   | Mount Lemmon Survey       |
| 646180 | 2008 AO91                | 13 gennaio 2008   | Spacewatch                |
| 646181 | 2008 AV95                | 28 settembre 2006 | Spacewatch                |
| 646182 | 2008 AT96                | 18 dicembre 2007  | Mount Lemmon Survey       |
| 646183 | 2008 AO97                | 18 dicembre 2007  | Mount Lemmon Survey       |
| 646184 | 2008 AW98                | 14 gennaio 2008   | Spacewatch                |
| 646185 | 2008 AK99                | 14 gennaio 2008   | Spacewatch                |
| 646186 | 2008 AJ117               | 13 gennaio 2008   | Spacewatch                |
| 646187 | 2008 AF118               | 13 gennaio 2008   | Spacewatch                |
| 646188 | 2008 AQ118               | 6 gennaio 2008    | Osservatorio di Mauna Kea |
| 646189 | 2008 AV119               | 6 gennaio 2008    | Mauna Kea Obs.            |
| 646190 | 2008 AR120               | 6 gennaio 2008    | Mauna Kea Obs.            |
| 646191 | 2008 AE128               | 27 settembre 2006 | Spacewatch                |
| 646192 | 2008 AF128               | 11 gennaio 2008   | Spacewatch                |
| 646193 | 2008 AW128               | 2 gennaio 2008    | W. Bickel                 |
| 646194 | 2008 AA130               | 23 marzo 2003     | SDSS Collaboration        |
| 646195 | 2008 AS131               | 11 gennaio 2008   | Spacewatch                |
| 646196 | 2008 AN133               | 30 dicembre 2007  | Mount Lemmon Survey       |
| 646197 | 2008 AN139               | 11 gennaio 2008   | CSS                       |
| 646198 | 2008 AV139               | 12 gennaio 2008   | Mount Lemmon Survey       |
| 646199 | 2008 AP140               | 31 agosto 2017    | Mount Lemmon Survey       |
| 646200 | 2008 AT140               | 12 ottobre 2006   | Spacewatch                |

## 646201–646300
| Nome   | Designazione provvisoria | Data di scoperta  | Scopritore          |
| ------ | ------------------------ | ----------------- | ------------------- |
| 646201 | 2008 AX140               | 15 gennaio 2008   | Mount Lemmon Survey |
| 646202 | 2008 AA141               | 30 luglio 2017    | Pan-STARRS          |
| 646203 | 2008 AT141               | 7 giugno 2016     | Pan-STARRS          |
| 646204 | 2008 AO142               | 11 gennaio 2008   | Spacewatch          |
| 646205 | 2008 AQ142               | 11 gennaio 2008   | Spacewatch          |
| 646206 | 2008 AZ142               | 11 gennaio 2008   | Spacewatch          |
| 646207 | 2008 AE143               | 11 gennaio 2008   | Spacewatch          |
| 646208 | 2008 AF143               | 19 ottobre 2011   | Pan-STARRS          |
| 646209 | 2008 AX143               | 6 maggio 2014     | Pan-STARRS          |
| 646210 | 2008 AY143               | 12 gennaio 2008   | Mount Lemmon Survey |
| 646211 | 2008 AZ143               | 14 gennaio 2008   | Spacewatch          |
| 646212 | 2008 AD144               | 1 agosto 2017     | Pan-STARRS          |
| 646213 | 2008 AF144               | 8 dicembre 2015   | CSS                 |
| 646214 | 2008 AG144               | 13 gennaio 2008   | Mount Lemmon Survey |
| 646215 | 2008 AH144               | 11 ottobre 2016   | Mount Lemmon Survey |
| 646216 | 2008 AN144               | 24 gennaio 2014   | Pan-STARRS          |
| 646217 | 2008 AO144               | 7 dicembre 2012   | Pan-STARRS          |
| 646218 | 2008 AA145               | 26 febbraio 2009  | Spacewatch          |
| 646219 | 2008 AB145               | 10 ottobre 2012   | Pan-STARRS          |
| 646220 | 2008 AN145               | 10 gennaio 2008   | Spacewatch          |
| 646221 | 2008 AV145               | 28 aprile 2014    | Pan-STARRS          |
| 646222 | 2008 AE146               | 2 febbraio 2017   | Pan-STARRS          |
| 646223 | 2008 AG146               | 14 novembre 2012  | Spacewatch          |
| 646224 | 2008 AX146               | 3 gennaio 2016    | Pan-STARRS          |
| 646225 | 2008 AE147               | 14 luglio 2016    | Pan-STARRS          |
| 646226 | 2008 AQ147               | 18 ottobre 2007   | CSS                 |
| 646227 | 2008 AR148               | 31 ottobre 2013   | Spacewatch          |
| 646228 | 2008 AS148               | 1 gennaio 2016    | Pan-STARRS          |
| 646229 | 2008 AD149               | 15 gennaio 2008   | Mount Lemmon Survey |
| 646230 | 2008 AZ149               | 14 gennaio 2008   | Spacewatch          |
| 646231 | 2008 AK150               | 10 gennaio 2008   | Mount Lemmon Survey |
| 646232 | 2008 AM150               | 10 gennaio 2008   | Spacewatch          |
| 646233 | 2008 AQ150               | 11 gennaio 2008   | Spacewatch          |
| 646234 | 2008 AZ150               | 1 gennaio 2008    | Mount Lemmon Survey |
| 646235 | 2008 AB151               | 11 gennaio 2008   | Spacewatch          |
| 646236 | 2008 AF151               | 14 gennaio 2008   | Spacewatch          |
| 646237 | 2008 AG152               | 11 gennaio 2008   | Spacewatch          |
| 646238 | 2008 AM152               | 12 gennaio 2008   | Spacewatch          |
| 646239 | 2008 AX153               | 11 gennaio 2008   | Spacewatch          |
| 646240 | 2008 AY153               | 11 gennaio 2008   | Spacewatch          |
| 646241 | 2008 AA154               | 11 gennaio 2008   | Mount Lemmon Survey |
| 646242 | 2008 AC154               | 15 gennaio 2008   | Mount Lemmon Survey |
| 646243 | 2008 AP154               | 1 gennaio 2008    | Spacewatch          |
| 646244 | 2008 AQ154               | 11 gennaio 2008   | Spacewatch          |
| 646245 | 2008 AU154               | 11 gennaio 2008   | Mount Lemmon Survey |
| 646246 | 2008 AM155               | 31 agosto 2000    | Spacewatch          |
| 646247 | 2008 AP157               | 1 gennaio 2008    | Mount Lemmon Survey |
| 646248 | 2008 AA158               | 10 gennaio 2008   | Mount Lemmon Survey |
| 646249 | 2008 BH                  | 16 gennaio 2008   | Mount Lemmon Survey |
| 646250 | 2008 BY                  | 5 dicembre 2007   | Spacewatch          |
| 646251 | 2008 BJ1                 | 16 dicembre 2007  | Mount Lemmon Survey |
| 646252 | 2008 BO1                 | 16 gennaio 2008   | Mount Lemmon Survey |
| 646253 | 2008 BY1                 | 17 gennaio 2008   | Mount Lemmon Survey |
| 646254 | 2008 BF2                 | 8 novembre 2007   | CSS                 |
| 646255 | 2008 BN5                 | 11 novembre 2001  | SDSS Collaboration  |
| 646256 | 2008 BA9                 | 16 gennaio 2008   | Spacewatch          |
| 646257 | 2008 BK12                | 18 gennaio 2008   | Mount Lemmon Survey |
| 646258 | 2008 BM12                | 19 settembre 1998 | SDSS Collaboration  |
| 646259 | 2008 BV13                | 19 gennaio 2008   | Spacewatch          |
| 646260 | 2008 BQ17                | 30 gennaio 2008   | Spacewatch          |
| 646261 | 2008 BS23                | 12 gennaio 2008   | Spacewatch          |
| 646262 | 2008 BV30                | 29 agosto 2005    | Spacewatch          |
| 646263 | 2008 BU31                | 30 gennaio 2008   | Mount Lemmon Survey |
| 646264 | 2008 BW35                | 30 gennaio 2008   | Spacewatch          |
| 646265 | 2008 BJ37                | 31 gennaio 2008   | Mount Lemmon Survey |
| 646266 | 2008 BW37                | 31 gennaio 2008   | Mount Lemmon Survey |
| 646267 | 2008 BC47                | 31 gennaio 2008   | Mount Lemmon Survey |
| 646268 | 2008 BZ49                | 16 gennaio 2008   | Mount Lemmon Survey |
| 646269 | 2008 BY50                | 30 gennaio 2008   | Mount Lemmon Survey |
| 646270 | 2008 BE51                | 29 marzo 2009     | Mount Lemmon Survey |
| 646271 | 2008 BG52                | 19 gennaio 2008   | Mount Lemmon Survey |
| 646272 | 2008 BT52                | 31 gennaio 2008   | Osservatorio Jarnac |
| 646273 | 2008 BR54                | 19 ottobre 2006   | L. H. Wasserman     |
| 646274 | 2008 BU54                | 18 gennaio 2008   | Mount Lemmon Survey |
| 646275 | 2008 BT55                | 31 gennaio 2008   | Mount Lemmon Survey |
| 646276 | 2008 BW55                | 20 gennaio 2008   | Spacewatch          |
| 646277 | 2008 BX55                | 10 agosto 2016    | Pan-STARRS          |
| 646278 | 2008 BY55                | 6 novembre 2012   | Mount Lemmon Survey |
| 646279 | 2008 BA56                | 18 gennaio 2008   | Mount Lemmon Survey |
| 646280 | 2008 BC56                | 7 settembre 2000  | Spacewatch          |
| 646281 | 2008 BK56                | 19 gennaio 2008   | Mount Lemmon Survey |
| 646282 | 2008 BL56                | 18 gennaio 2008   | Mount Lemmon Survey |
| 646283 | 2008 BH57                | 19 gennaio 2008   | Spacewatch          |
| 646284 | 2008 BO57                | 10 febbraio 2014  | Pan-STARRS          |
| 646285 | 2008 BV57                | 4 agosto 2017     | Pan-STARRS          |
| 646286 | 2008 BA58                | 18 gennaio 2008   | Mount Lemmon Survey |
| 646287 | 2008 BL58                | 16 gennaio 2008   | Spacewatch          |
| 646288 | 2008 BM58                | 16 gennaio 2008   | Spacewatch          |
| 646289 | 2008 BF59                | 22 novembre 2011  | Mount Lemmon Survey |
| 646290 | 2008 BK59                | 28 febbraio 2014  | Pan-STARRS          |
| 646291 | 2008 BR59                | 26 febbraio 2014  | Pan-STARRS          |
| 646292 | 2008 BY59                | 20 gennaio 2008   | Spacewatch          |
| 646293 | 2008 BO60                | 18 gennaio 2008   | Spacewatch          |
| 646294 | 2008 BJ61                | 18 gennaio 2008   | Mount Lemmon Survey |
| 646295 | 2008 BY61                | 27 settembre 2000 | Spacewatch          |
| 646296 | 2008 BA62                | 20 gennaio 2008   | Spacewatch          |
| 646297 | 2008 CL3                 | 30 dicembre 2007  | Spacewatch          |
| 646298 | 2008 CK6                 | 1 febbraio 2008   | Spacewatch          |
| 646299 | 2008 CX7                 | 30 dicembre 2007  | Spacewatch          |
| 646300 | 2008 CC8                 | 30 dicembre 2007  | Spacewatch          |

## 646301–646400
| Nome   | Designazione provvisoria | Data di scoperta  | Scopritore          |
| ------ | ------------------------ | ----------------- | ------------------- |
| 646301 | 2008 CT12                | 3 febbraio 2008   | Spacewatch          |
| 646302 | 2008 CH13                | 3 febbraio 2008   | Mount Lemmon Survey |
| 646303 | 2008 CG17                | 3 febbraio 2008   | Spacewatch          |
| 646304 | 2008 CQ30                | 2 febbraio 2008   | Spacewatch          |
| 646305 | 2008 CY32                | 2 febbraio 2008   | Spacewatch          |
| 646306 | 2008 CV40                | 2 febbraio 2008   | Spacewatch          |
| 646307 | 2008 CL41                | 2 febbraio 2008   | Spacewatch          |
| 646308 | 2008 CO41                | 2 febbraio 2008   | Spacewatch          |
| 646309 | 2008 CD46                | 2 febbraio 2008   | Spacewatch          |
| 646310 | 2008 CP51                | 7 febbraio 2008   | Spacewatch          |
| 646311 | 2008 CE52                | 5 dicembre 2007   | Spacewatch          |
| 646312 | 2008 CP54                | 7 febbraio 2008   | Mount Lemmon Survey |
| 646313 | 2008 CZ54                | 11 gennaio 2008   | Mount Lemmon Survey |
| 646314 | 2008 CD55                | 7 febbraio 2008   | Mount Lemmon Survey |
| 646315 | 2008 CS58                | 27 agosto 2006    | Spacewatch          |
| 646316 | 2008 CK60                | 7 febbraio 2008   | Mount Lemmon Survey |
| 646317 | 2008 CR60                | 18 dicembre 2007  | Mount Lemmon Survey |
| 646318 | 2008 CG61                | 7 febbraio 2008   | Mount Lemmon Survey |
| 646319 | 2008 CG63                | 8 febbraio 2008   | Mount Lemmon Survey |
| 646320 | 2008 CU63                | 29 agosto 2005    | Spacewatch          |
| 646321 | 2008 CZ63                | 8 febbraio 2008   | Mount Lemmon Survey |
| 646322 | 2008 CH64                | 8 febbraio 2008   | Mount Lemmon Survey |
| 646323 | 2008 CM64                | 26 agosto 2005    | NEAT                |
| 646324 | 2008 CB65                | 8 febbraio 2008   | Mount Lemmon Survey |
| 646325 | 2008 CS66                | 8 febbraio 2008   | Mount Lemmon Survey |
| 646326 | 2008 CC67                | 10 gennaio 2008   | Spacewatch          |
| 646327 | 2008 CT67                | 8 febbraio 2008   | Mount Lemmon Survey |
| 646328 | 2008 CK69                | 2 febbraio 2008   | W. Bickel           |
| 646329 | 2008 CX69                | 19 dicembre 2007  | Mount Lemmon Survey |
| 646330 | 2008 CO72                | 12 gennaio 2008   | LUSS                |
| 646331 | 2008 CT74                | 7 febbraio 2008   | Mount Lemmon Survey |
| 646332 | 2008 CU78                | 17 dicembre 2007  | Spacewatch          |
| 646333 | 2008 CT79                | 7 febbraio 2008   | Spacewatch          |
| 646334 | 2008 CT80                | 7 febbraio 2008   | Spacewatch          |
| 646335 | 2008 CB81                | 7 febbraio 2008   | Spacewatch          |
| 646336 | 2008 CL83                | 7 febbraio 2008   | Spacewatch          |
| 646337 | 2008 CY85                | 7 febbraio 2008   | Mount Lemmon Survey |
| 646338 | 2008 CP88                | 15 settembre 2006 | Spacewatch          |
| 646339 | 2008 CW88                | 7 febbraio 2008   | Mount Lemmon Survey |
| 646340 | 2008 CC89                | 7 febbraio 2008   | Mount Lemmon Survey |
| 646341 | 2008 CF93                | 2 ottobre 2006    | Mount Lemmon Survey |
| 646342 | 2008 CQ93                | 2 febbraio 2008   | Spacewatch          |
| 646343 | 2008 CB98                | 2 febbraio 2008   | Spacewatch          |
| 646344 | 2008 CF100               | 9 febbraio 2008   | Spacewatch          |
| 646345 | 2008 CM100               | 9 febbraio 2008   | Spacewatch          |
| 646346 | 2008 CH103               | 2 febbraio 2008   | Spacewatch          |
| 646347 | 2008 CL105               | 9 febbraio 2008   | Mount Lemmon Survey |
| 646348 | 2008 CY105               | 9 febbraio 2008   | Mount Lemmon Survey |
| 646349 | 2008 CG106               | 5 dicembre 2007   | Mount Lemmon Survey |
| 646350 | 2008 CJ106               | 9 febbraio 2008   | Mount Lemmon Survey |
| 646351 | 2008 CV106               | 9 febbraio 2008   | Mount Lemmon Survey |
| 646352 | 2008 CX107               | 9 febbraio 2008   | Spacewatch          |
| 646353 | 2008 CH109               | 9 febbraio 2008   | Spacewatch          |
| 646354 | 2008 CQ110               | 10 febbraio 2008  | Spacewatch          |
| 646355 | 2008 CX111               | 10 febbraio 2008  | Spacewatch          |
| 646356 | 2008 CN112               | 19 ottobre 2006   | CSS                 |
| 646357 | 2008 CQ112               | 10 febbraio 2008  | Spacewatch          |
| 646358 | 2008 CW113               | 10 febbraio 2008  | Spacewatch          |
| 646359 | 2008 CO114               | 13 gennaio 2008   | Mount Lemmon Survey |
| 646360 | 2008 CV114               | 16 agosto 2002    | NEAT                |
| 646361 | 2008 CC116               | 12 gennaio 2008   | Mount Lemmon Survey |
| 646362 | 2008 CE118               | 31 dicembre 2007  | Mount Lemmon Survey |
| 646363 | 2008 CO119               | 10 gennaio 2008   | Spacewatch          |
| 646364 | 2008 CA120               | 30 gennaio 2008   | Mount Lemmon Survey |
| 646365 | 2008 CZ122               | 7 febbraio 2008   | Mount Lemmon Survey |
| 646366 | 2008 CS123               | 15 gennaio 2008   | Mount Lemmon Survey |
| 646367 | 2008 CW123               | 7 febbraio 2008   | Mount Lemmon Survey |
| 646368 | 2008 CN124               | 7 febbraio 2008   | Mount Lemmon Survey |
| 646369 | 2008 CY124               | 11 luglio 2016    | Pan-STARRS          |
| 646370 | 2008 CF125               | 16 dicembre 2007  | Mount Lemmon Survey |
| 646371 | 2008 CX125               | 31 dicembre 2007  | Spacewatch          |
| 646372 | 2008 CN128               | 8 febbraio 2008   | Spacewatch          |
| 646373 | 2008 CS130               | 1 gennaio 2008    | Spacewatch          |
| 646374 | 2008 CZ138               | 8 febbraio 2008   | Spacewatch          |
| 646375 | 2008 CC139               | 10 gennaio 2008   | Mount Lemmon Survey |
| 646376 | 2008 CF140               | 8 febbraio 2008   | Spacewatch          |
| 646377 | 2008 CU140               | 8 febbraio 2008   | Mount Lemmon Survey |
| 646378 | 2008 CW141               | 30 gennaio 2008   | Mount Lemmon Survey |
| 646379 | 2008 CX145               | 2 febbraio 2008   | Spacewatch          |
| 646380 | 2008 CW147               | 19 ottobre 2006   | Spacewatch          |
| 646381 | 2008 CQ148               | 29 agosto 2006    | Spacewatch          |
| 646382 | 2008 CL160               | 9 febbraio 2008   | Spacewatch          |
| 646383 | 2008 CA162               | 10 gennaio 2008   | Mount Lemmon Survey |
| 646384 | 2008 CS164               | 10 febbraio 2008  | Spacewatch          |
| 646385 | 2008 CT164               | 10 febbraio 2008  | Spacewatch          |
| 646386 | 2008 CF165               | 10 febbraio 2008  | Spacewatch          |
| 646387 | 2008 CU165               | 10 febbraio 2008  | Mount Lemmon Survey |
| 646388 | 2008 CJ167               | 11 febbraio 2008  | Mount Lemmon Survey |
| 646389 | 2008 CT171               | 12 febbraio 2008  | Spacewatch          |
| 646390 | 2008 CO172               | 13 febbraio 2008  | Spacewatch          |
| 646391 | 2008 CR174               | 13 febbraio 2008  | Mount Lemmon Survey |
| 646392 | 2008 CX179               | 8 febbraio 2008   | CSS                 |
| 646393 | 2008 CE183               | 11 febbraio 2008  | Mount Lemmon Survey |
| 646394 | 2008 CK184               | 2 febbraio 2008   | Mount Lemmon Survey |
| 646395 | 2008 CX189               | 13 gennaio 2008   | CSS                 |
| 646396 | 2008 CB193               | 7 agosto 2001     | AMOS                |
| 646397 | 2008 CZ198               | 2 febbraio 2008   | Spacewatch          |
| 646398 | 2008 CG199               | 13 febbraio 2008  | Spacewatch          |
| 646399 | 2008 CR202               | 31 agosto 2005    | Spacewatch          |
| 646400 | 2008 CQ203               | 11 febbraio 2008  | Mount Lemmon Survey |

## 646401–646500
| Nome   | Designazione provvisoria | Data di scoperta  | Scopritore          |
| ------ | ------------------------ | ----------------- | ------------------- |
| 646401 | 2008 CN207               | 13 febbraio 2008  | Spacewatch          |
| 646402 | 2008 CY207               | 11 febbraio 2008  | Mount Lemmon Survey |
| 646403 | 2008 CN212               | 8 febbraio 2008   | Spacewatch          |
| 646404 | 2008 CP217               | 25 novembre 2014  | Pan-STARRS          |
| 646405 | 2008 CU217               | 10 novembre 2005  | Spacewatch          |
| 646406 | 2008 CZ217               | 8 febbraio 2008   | Mount Lemmon Survey |
| 646407 | 2008 CA218               | 11 febbraio 2008  | Mount Lemmon Survey |
| 646408 | 2008 CN218               | 9 febbraio 2008   | Spacewatch          |
| 646409 | 2008 CW218               | 10 febbraio 2008  | Spacewatch          |
| 646410 | 2008 CZ218               | 11 febbraio 2008  | Mount Lemmon Survey |
| 646411 | 2008 CC219               | 31 dicembre 2007  | Spacewatch          |
| 646412 | 2008 CY219               | 9 ottobre 1999    | LINEAR              |
| 646413 | 2008 CA220               | 28 luglio 2011    | Pan-STARRS          |
| 646414 | 2008 CG220               | 2 febbraio 2008   | Spacewatch          |
| 646415 | 2008 CH220               | 3 febbraio 2008   | Spacewatch          |
| 646416 | 2008 CQ220               | 26 febbraio 2014  | Pan-STARRS          |
| 646417 | 2008 CS220               | 8 giugno 2011     | Mount Lemmon Survey |
| 646418 | 2008 CT221               | 10 febbraio 2008  | Spacewatch          |
| 646419 | 2008 CX221               | 12 febbraio 2008  | Spacewatch          |
| 646420 | 2008 CA222               | 31 ottobre 2014   | Mount Lemmon Survey |
| 646421 | 2008 CC222               | 13 febbraio 2008  | Mount Lemmon Survey |
| 646422 | 2008 CE222               | 30 agosto 2005    | Spacewatch          |
| 646423 | 2008 CK222               | 8 settembre 2011  | Spacewatch          |
| 646424 | 2008 CO222               | 9 gennaio 2013    | CSS                 |
| 646425 | 2008 CR222               | 10 febbraio 2008  | Mount Lemmon Survey |
| 646426 | 2008 CS222               | 31 luglio 2016    | Pan-STARRS          |
| 646427 | 2008 CZ222               | 1 febbraio 2012   | W. Bickel           |
| 646428 | 2008 CK223               | 18 luglio 2006    | SSS                 |
| 646429 | 2008 CT223               | 13 febbraio 2008  | Spacewatch          |
| 646430 | 2008 CH224               | 31 dicembre 2011  | L. Elenin           |
| 646431 | 2008 CL224               | 30 dicembre 2007  | Spacewatch          |
| 646432 | 2008 CZ224               | 19 settembre 2017 | Pan-STARRS          |
| 646433 | 2008 CC225               | 7 febbraio 2008   | Mount Lemmon Survey |
| 646434 | 2008 CE225               | 23 dicembre 2012  | Pan-STARRS          |
| 646435 | 2008 CM225               | 28 marzo 2009     | Spacewatch          |
| 646436 | 2008 CS225               | 28 marzo 2015     | Pan-STARRS          |
| 646437 | 2008 CG226               | 4 luglio 2016     | Pan-STARRS          |
| 646438 | 2008 CL227               | 16 marzo 2009     | Spacewatch          |
| 646439 | 2008 CD228               | 13 febbraio 2008  | Spacewatch          |
| 646440 | 2008 CG228               | 10 marzo 2014     | Mount Lemmon Survey |
| 646441 | 2008 CH228               | 13 gennaio 2008   | Spacewatch          |
| 646442 | 2008 CP228               | 3 agosto 2016     | Pan-STARRS          |
| 646443 | 2008 CV228               | 30 settembre 2017 | Mount Lemmon Survey |
| 646444 | 2008 CM229               | 10 febbraio 2008  | Spacewatch          |
| 646445 | 2008 CO229               | 11 ottobre 2017   | Mount Lemmon Survey |
| 646446 | 2008 CW229               | 11 settembre 2010 | CSS                 |
| 646447 | 2008 CB230               | 13 febbraio 2008  | Spacewatch          |
| 646448 | 2008 CG230               | 23 dicembre 2012  | Pan-STARRS          |
| 646449 | 2008 CJ230               | 25 agosto 2014    | Pan-STARRS          |
| 646450 | 2008 CK230               | 8 febbraio 2008   | Mount Lemmon Survey |
| 646451 | 2008 CL230               | 15 dicembre 2007  | Spacewatch          |
| 646452 | 2008 CU230               | 13 febbraio 2008  | Mount Lemmon Survey |
| 646453 | 2008 CJ231               | 2 febbraio 2008   | Mount Lemmon Survey |
| 646454 | 2008 CT231               | 26 febbraio 2014  | Pan-STARRS          |
| 646455 | 2008 CU231               | 2 febbraio 2008   | Mount Lemmon Survey |
| 646456 | 2008 CV231               | 19 settembre 2014 | Pan-STARRS          |
| 646457 | 2008 CL232               | 18 agosto 2017    | Pan-STARRS          |
| 646458 | 2008 CO232               | 16 settembre 2017 | Pan-STARRS          |
| 646459 | 2008 CA233               | 8 febbraio 2008   | Mount Lemmon Survey |
| 646460 | 2008 CC233               | 26 febbraio 2014  | Pan-STARRS          |
| 646461 | 2008 CL233               | 26 novembre 2012  | Mount Lemmon Survey |
| 646462 | 2008 CU233               | 7 febbraio 2008   | Spacewatch          |
| 646463 | 2008 CV233               | 13 ottobre 2017   | Mount Lemmon Survey |
| 646464 | 2008 CX233               | 31 luglio 2016    | Pan-STARRS          |
| 646465 | 2008 CY233               | 28 ottobre 2017   | Pan-STARRS          |
| 646466 | 2008 CJ234               | 9 luglio 2016     | Mount Lemmon Survey |
| 646467 | 2008 CM234               | 22 ottobre 2017   | Pan-STARRS          |
| 646468 | 2008 CW234               | 13 dicembre 2012  | Mount Lemmon Survey |
| 646469 | 2008 CC236               | 19 gennaio 2012   | Pan-STARRS          |
| 646470 | 2008 CE236               | 27 novembre 2013  | Pan-STARRS          |
| 646471 | 2008 CJ236               | 9 febbraio 2008   | Spacewatch          |
| 646472 | 2008 CU236               | 14 febbraio 2008  | Mount Lemmon Survey |
| 646473 | 2008 CW236               | 3 febbraio 2008   | Spacewatch          |
| 646474 | 2008 CC237               | 29 dicembre 2011  | Spacewatch          |
| 646475 | 2008 CJ237               | 9 febbraio 2008   | Mount Lemmon Survey |
| 646476 | 2008 CK237               | 11 febbraio 2008  | Mount Lemmon Survey |
| 646477 | 2008 CN237               | 12 febbraio 2008  | Mount Lemmon Survey |
| 646478 | 2008 CW237               | 2 febbraio 2008   | Mount Lemmon Survey |
| 646479 | 2008 CH238               | 9 febbraio 2008   | Mount Lemmon Survey |
| 646480 | 2008 CK238               | 9 febbraio 2008   | Spacewatch          |
| 646481 | 2008 CA239               | 9 febbraio 2008   | Mount Lemmon Survey |
| 646482 | 2008 CM239               | 3 febbraio 2008   | Mount Lemmon Survey |
| 646483 | 2008 CS239               | 10 febbraio 2008  | Spacewatch          |
| 646484 | 2008 CD240               | 9 febbraio 2008   | Mount Lemmon Survey |
| 646485 | 2008 CP240               | 7 febbraio 2008   | Mount Lemmon Survey |
| 646486 | 2008 CR240               | 2 febbraio 2008   | Mount Lemmon Survey |
| 646487 | 2008 CS240               | 2 febbraio 2008   | Spacewatch          |
| 646488 | 2008 CV242               | 6 febbraio 2008   | CSS                 |
| 646489 | 2008 CQ243               | 13 febbraio 2008  | Spacewatch          |
| 646490 | 2008 CW245               | 13 febbraio 2008  | Spacewatch          |
| 646491 | 2008 CL246               | 8 febbraio 2008   | Mount Lemmon Survey |
| 646492 | 2008 CG247               | 14 febbraio 2008  | Mount Lemmon Survey |
| 646493 | 2008 CK247               | 30 settembre 2003 | Spacewatch          |
| 646494 | 2008 CG249               | 10 febbraio 2008  | Spacewatch          |
| 646495 | 2008 CU249               | 8 febbraio 2008   | Mount Lemmon Survey |
| 646496 | 2008 DK2                 | 30 gennaio 2008   | Spacewatch          |
| 646497 | 2008 DW2                 | 14 marzo 2004     | CSS                 |
| 646498 | 2008 DB6                 | 13 gennaio 2008   | Spacewatch          |
| 646499 | 2008 DG9                 | 8 febbraio 2008   | Mount Lemmon Survey |
| 646500 | 2008 DQ11                | 31 dicembre 2007  | Mount Lemmon Survey |

## 646501–646600
| 646501 | 2008 DY12 | 17 gennaio 2008  | Spacewatch          |        |           |              |                     |
| 646502 | 2008 DQ13 | 12 febbraio 2008 | Spacewatch          |        |           |              |                     |
| 646503 | 2008 DT14 | 26 febbraio 2008 | Mount Lemmon Survey |        |           |              |                     |
| 646504 | 2008 DU16 | 27 febbraio 2008 | Spacewatch          |        |           |              |                     |
| 646505 | 2008 DF17 | 28 febbraio 2008 | J.-C. Merlin        |        |           |              |                     |
| 646506 | 2008 DM20 | 28 febbraio 2008 | Mount Lemmon Survey |        |           |              |                     |
| 646507 | 2008 DT20 | 19 gennaio 2008  | Mount Lemmon Survey |        |           |              |                     |
| 646508 | 2008 DU26 | 28 febbraio 2008 | Mount Lemmon Survey |        |           |              |                     |
| 646509 | 2008 DQ27 | 31 dicembre 2007 | Spacewatch          |        |           |              |                     |
| 646510 | 2008 DA28 | 1 gennaio 2008   | Spacewatch          |        |           |              |                     |
| 646511 | 2008 DD28 | 13 gennaio 2008  | Spacewatch          |        |           |              |                     |
| 646512 | 2008 DA29 | 19 novembre 2007 | Mount Lemmon Survey |        |           |              |                     |
| 646513 | 2008 DJ30 | 26 febbraio 2008 | Mount Lemmon Survey |        |           |              |                     |
| 646514 | 2008 DE31 | 11 gennaio 2008  | Spacewatch          |        |           |              |                     |
| 646515 | 2008 DC43 | 28 febbraio 2008 | Spacewatch          |        |           |              |                     |
| 646516 | 2008 DA44 | 28 febbraio 2008 | Mount Lemmon Survey |        |           |              |                     |
| 646517 | 2008 DC53 | 29 febbraio 2008 | Mount Lemmon Survey |        |           |              |                     |
| 646518 | 2008 DS55 | 2 febbraio 2008  | Spacewatch          |        |           |              |                     |
| 646519 | 2008 DV57 | 17 dicembre 2007 | Mount Lemmon Survey |        |           |              |                     |
| 646520 | 2008 DR58 | 19 novembre 2007 | Mount Lemmon Survey |        |           |              |                     |
| 646521 | 2008 DG59 | 10 febbraio 2008 | Spacewatch          |        |           |              |                     |
| 646522 | 2008 DB61 | 28 febbraio 2008 | Mount Lemmon Survey |        |           |              |                     |
| 646523 | 2008 DW62 | 28 febbraio 2008 | Mount Lemmon Survey |        |           |              |                     |
| 646524 | 2008 DO63 | 16 ottobre 2006  | CSS                 |        |           |              |                     |
| 646525 | 2008 DG64 | 28 febbraio 2008 | Mount Lemmon Survey |        |           |              |                     |
| 646526 | 2008 DM64 | 28 febbraio 2008 | Mount Lemmon Survey |        |           |              |                     |
| 646527 | 2008 DQ64 | 2 febbraio 2008  | Spacewatch          |        |           |              |                     |
| 646528 | 2008 DA65 | 14 dicembre 2006 | Mount Lemmon Survey |        |           |              |                     |
| 646529 | 2008 DE65 | 28 febbraio 2008 | CSS                 |        |           |              |                     |
| 646530 | 2008 DM66 | 10 gennaio 2008  | Mount Lemmon Survey |        |           |              |                     |
| 646531 | 2008 DH69 | 12 febbraio 2008 | Spacewatch          |        |           |              |                     |
| 646532 | 2008 DL75 | 28 febbraio 2008 | Mount Lemmon Survey |        |           |              |                     |
| 646533 | 2008 DV77 | 13 febbraio 2008 | Spacewatch          |        |           |              |                     |
| 646534 | 2008 DD79 | 29 febbraio 2008 | Mount Lemmon Survey |        |           |              |                     |
| 646535 | 2008 DN79 | 29 febbraio 2008 | CSS                 |        |           |              |                     |
| 646536 | 2008 DJ84 | 8 agosto 2005    | Cerro Tololo Obs.   |        |           |              |                     |
| 646537 | 2008 DN90 | 29 febbraio 2008 | PMO NEO             |        |           |              |                     |
| 646538 | 2008 DR90 | 6 maggio 2014    | Mount Lemmon Survey | 646564 | 2008 ET18 | 1 marzo 2008 | Mount Lemmon Survey |
| 646565 | 2008 EN20 | 9 febbraio 2008  | Mount Lemmon Survey |        |           |              |                     |
| 646566 | 2008 EB28 | 4 marzo 2008     | Mount Lemmon Survey |        |           |              |                     |
| 646567 | 2008 EF28 | 1 dicembre 2000  | Spacewatch          |        |           |              |                     |
| 646568 | 2008 ED31 | 5 marzo 2008     | Mount Lemmon Survey |        |           |              |                     |
| 646569 | 2008 EK31 | 5 marzo 2008     | Mount Lemmon Survey |        |           |              |                     |
| 646570 | 2008 EV31 | 5 marzo 2008     | Mount Lemmon Survey |        |           |              |                     |
| 646571 | 2008 EZ32 | 1 marzo 2008     | Spacewatch          |        |           |              |                     |
| 646572 | 2008 EV43 | 12 febbraio 2008 | Spacewatch          |        |           |              |                     |
| 646573 | 2008 EW44 | 5 marzo 2008     | Spacewatch          |        |           |              |                     |
| 646574 | 2008 EJ46 | 5 marzo 2008     | Mount Lemmon Survey |        |           |              |                     |
| 646575 | 2008 EQ46 | 5 marzo 2008     | Mount Lemmon Survey |        |           |              |                     |
| 646576 | 2008 ES46 | 5 marzo 2008     | Mount Lemmon Survey |        |           |              |                     |
| 646577 | 2008 EA49 | 13 febbraio 2008 | Spacewatch          |        |           |              |                     |
| 646578 | 2008 EQ50 | 6 marzo 2008     | Mount Lemmon Survey |        |           |              |                     |
| 646579 | 2008 EJ51 | 6 marzo 2008     | Spacewatch          |        |           |              |                     |
| 646580 | 2008 ET51 | 6 marzo 2008     | Mount Lemmon Survey |        |           |              |                     |
| 646581 | 2008 EG52 | 6 marzo 2008     | Mount Lemmon Survey |        |           |              |                     |
| 646582 | 2008 EH53 | 31 marzo 2003    | Spacewatch          |        |           |              |                     |
| 646583 | 2008 EF54 | 15 marzo 2004    | Spacewatch          |        |           |              |                     |
| 646584 | 2008 EJ58 | 8 febbraio 2008  | Mount Lemmon Survey |        |           |              |                     |
| 646585 | 2008 EY58 | 8 marzo 2008     | Mount Lemmon Survey |        |           |              |                     |
| 646586 | 2008 EN60 | 8 marzo 2008     | Mount Lemmon Survey |        |           |              |                     |
| 646587 | 2008 ES61 | 12 febbraio 2008 | Mount Lemmon Survey |        |           |              |                     |
| 646588 | 2008 EB62 | 9 marzo 2008     | Mount Lemmon Survey |        |           |              |                     |
| 646589 | 2008 EK64 | 1 marzo 2008     | Spacewatch          |        |           |              |                     |
| 646590 | 2008 EP64 | 9 marzo 2008     | Mount Lemmon Survey |        |           |              |                     |
| 646591 | 2008 ED65 | 9 marzo 2008     | Mount Lemmon Survey |        |           |              |                     |
| 646592 | 2008 ET65 | 9 marzo 2008     | Mount Lemmon Survey |        |           |              |                     |
| 646593 | 2008 EM74 | 7 marzo 2008     | Spacewatch          |        |           |              |                     |
| 646594 | 2008 EG76 | 7 marzo 2008     | Mount Lemmon Survey |        |           |              |                     |
| 646595 | 2008 EP78 | 8 marzo 2008     | Spacewatch          |        |           |              |                     |
| 646596 | 2008 EF79 | 10 febbraio 2008 | Spacewatch          |        |           |              |                     |
| 646597 | 2008 EJ84 | 12 marzo 2008    | D. Healy            |        |           |              |                     |
| 646598 | 2008 EP84 | 5 marzo 2008     | Mount Lemmon Survey |        |           |              |                     |
| 646599 | 2008 EZ85 | 18 febbraio 2008 | Mount Lemmon Survey |        |           |              |                     |
| 646600 | 2008 EX89 | 14 marzo 2008    | CSS                 |        |           |              |                     |

## 646601–646700
| Nome                   | Designazione provvisoria | Data di scoperta  | Scopritore                   |
| ---------------------- | ------------------------ | ----------------- | ---------------------------- |
| 646601                 | 2008 EG90                | 9 marzo 2008      | R. Ferrando, M. Ferrando     |
| 646602                 | 2008 EZ92                | 6 marzo 2008      | CSS                          |
| 646603                 | 2008 EL95                | 12 febbraio 2008  | Mount Lemmon Survey          |
| 646604                 | 2008 EW97                | 11 marzo 2008     | Mount Lemmon Survey          |
| 646605                 | 2008 ED101               | 10 febbraio 2008  | Mount Lemmon Survey          |
| 646606                 | 2008 EC102               | 5 marzo 2008      | Mount Lemmon Survey          |
| 646607                 | 2008 EP102               | 5 marzo 2008      | Mount Lemmon Survey          |
| 646608                 | 2008 EH103               | 10 febbraio 2008  | Mount Lemmon Survey          |
| 646609                 | 2008 ER108               | 10 gennaio 2008   | Mount Lemmon Survey          |
| 646610                 | 2008 ER109               | 2 febbraio 2008   | Spacewatch                   |
| 646611                 | 2008 EE111               | 8 marzo 2008      | Spacewatch                   |
| 646612                 | 2008 EU112               | 8 marzo 2008      | Spacewatch                   |
| 646613                 | 2008 ES116               | 20 ottobre 2006   | Mount Lemmon Survey          |
| 646614                 | 2008 EW116               | 8 marzo 2008      | Spacewatch                   |
| 646615                 | 2008 EN124               | 13 febbraio 2008  | Spacewatch                   |
| 646616                 | 2008 EW124               | 10 marzo 2008     | Mount Lemmon Survey          |
| 646617                 | 2008 EL126               | 10 marzo 2008     | Spacewatch                   |
| 646618                 | 2008 EK128               | 11 marzo 2008     | Spacewatch                   |
| 646619                 | 2008 ER129               | 11 marzo 2008     | Spacewatch                   |
| 646620                 | 2008 ES136               | 11 marzo 2008     | Spacewatch                   |
| 646621                 | 2008 EQ138               | 11 marzo 2008     | Mount Lemmon Survey          |
| 646622                 | 2008 EY141               | 13 dicembre 2006  | Mount Lemmon Survey          |
| 646623                 | 2008 ET142               | 29 febbraio 2008  | Spacewatch                   |
| 646624                 | 2008 EA145               | 27 marzo 2008     | Mount Lemmon Survey          |
| 646625                 | 2008 EX152               | 28 marzo 2008     | Spacewatch                   |
| 646626 Valentingrigore | 2008 EB155               | 11 marzo 2008     | O. Vaduvescu, M. Birlan      |
| 646627                 | 2008 ER160               | 1 marzo 2008      | Spacewatch                   |
| 646628                 | 2008 EN164               | 13 marzo 2008     | Spacewatch                   |
| 646629                 | 2008 EV167               | 10 marzo 2008     | Spacewatch                   |
| 646630                 | 2008 EM168               | 12 marzo 2008     | Spacewatch                   |
| 646631                 | 2008 EN171               | 11 marzo 2008     | Mount Lemmon Survey          |
| 646632                 | 2008 EA172               | 11 marzo 2008     | Spacewatch                   |
| 646633                 | 2008 EC172               | 13 marzo 2008     | Spacewatch                   |
| 646634                 | 2008 EE173               | 2 marzo 2008      | Spacewatch                   |
| 646635                 | 2008 EF173               | 29 settembre 2011 | Mount Lemmon Survey          |
| 646636                 | 2008 EK173               | 4 settembre 2011  | Pan-STARRS                   |
| 646637                 | 2008 EL173               | 8 dicembre 2012   | M. Schwartz, P. R. Holvorcem |
| 646638                 | 2008 EN173               | 10 marzo 2008     | Spacewatch                   |
| 646639                 | 2008 EX173               | 8 marzo 2008      | Mount Lemmon Survey          |
| 646640                 | 2008 EY173               | 20 luglio 2009    | SSS                          |
| 646641                 | 2008 EA174               | 29 agosto 2009    | CSS                          |
| 646642                 | 2008 EF174               | 23 aprile 2014    | Mount Lemmon Survey          |
| 646643                 | 2008 EL174               | 16 gennaio 2013   | Mount Lemmon Survey          |
| 646644                 | 2008 EO174               | 10 marzo 2008     | Spacewatch                   |
| 646645                 | 2008 ES174               | 9 febbraio 2008   | Spacewatch                   |
| 646646                 | 2008 EU174               | 13 febbraio 2013  | Pan-STARRS                   |
| 646647                 | 2008 EV174               | 2 marzo 2008      | Mount Lemmon Survey          |
| 646648                 | 2008 EZ174               | 31 luglio 2000    | M. W. Buie, S. D. Kern       |
| 646649                 | 2008 EC175               | 21 aprile 2013    | Pan-STARRS                   |
| 646650                 | 2008 EE175               | 6 marzo 2008      | Mount Lemmon Survey          |
| 646651                 | 2008 EJ175               | 25 novembre 1998  | LONEOS                       |
| 646652                 | 2008 ES175               | 15 agosto 2009    | Spacewatch                   |
| 646653                 | 2008 EX175               | 12 maggio 2013    | Pan-STARRS                   |
| 646654                 | 2008 EE176               | 28 marzo 2014     | Mount Lemmon Survey          |
| 646655                 | 2008 EL176               | 20 giugno 2013    | Pan-STARRS                   |
| 646656                 | 2008 ER176               | 15 marzo 2008     | Mount Lemmon Survey          |
| 646657                 | 2008 EY176               | 7 luglio 2016     | Mount Lemmon Survey          |
| 646658                 | 2008 EB177               | 4 settembre 2011  | Pan-STARRS                   |
| 646659                 | 2008 EF177               | 7 aprile 2014     | Mount Lemmon Survey          |
| 646660                 | 2008 EJ177               | 15 agosto 2009    | Spacewatch                   |
| 646661                 | 2008 ET177               | 13 marzo 2008     | Mount Lemmon Survey          |
| 646662                 | 2008 EU177               | 22 dicembre 2012  | Pan-STARRS                   |
| 646663                 | 2008 EW177               | 11 marzo 2008     | Spacewatch                   |
| 646664                 | 2008 EA178               | 8 febbraio 2013   | Pan-STARRS                   |
| 646665                 | 2008 EB178               | 6 marzo 2008      | Mount Lemmon Survey          |
| 646666                 | 2008 EC178               | 27 agosto 2011    | Pan-STARRS                   |
| 646667                 | 2008 EH178               | 4 aprile 2014     | Mount Lemmon Survey          |
| 646668                 | 2008 EJ178               | 4 aprile 2014     | Pan-STARRS                   |
| 646669                 | 2008 EM178               | 1 aprile 2014     | Mount Lemmon Survey          |
| 646670                 | 2008 EN178               | 8 marzo 2008      | Mount Lemmon Survey          |
| 646671                 | 2008 EO178               | 25 marzo 2015     | Pan-STARRS                   |
| 646672                 | 2008 EK179               | 13 marzo 2008     | Mount Lemmon Survey          |
| 646673                 | 2008 ER179               | 5 marzo 2014      | Pan-STARRS                   |
| 646674                 | 2008 EU180               | 29 agosto 2014    | Mount Lemmon Survey          |
| 646675                 | 2008 EJ181               | 10 marzo 2008     | Mount Lemmon Survey          |
| 646676                 | 2008 EM181               | 13 marzo 2008     | Spacewatch                   |
| 646677                 | 2008 EP181               | 3 marzo 2008      | PMO NEO                      |
| 646678                 | 2008 ER181               | 1 agosto 2017     | Pan-STARRS                   |
| 646679                 | 2008 ES181               | 1 agosto 2016     | Pan-STARRS                   |
| 646680                 | 2008 EP182               | 26 settembre 2017 | Pan-STARRS                   |
| 646681                 | 2008 ER182               | 18 settembre 2009 | Mount Lemmon Survey          |
| 646682                 | 2008 ES182               | 8 agosto 2016     | Pan-STARRS                   |
| 646683                 | 2008 EX182               | 12 novembre 2017  | Mount Lemmon Survey          |
| 646684 Boaca           | 2008 EY182               | 24 giugno 2014    | O. Vaduvescu, V. Tudor       |
| 646685                 | 2008 EA183               | 6 agosto 2012     | Pan-STARRS                   |
| 646686                 | 2008 EB183               | 21 aprile 2014    | Mount Lemmon Survey          |
| 646687                 | 2008 EC183               | 21 ottobre 2014   | Spacewatch                   |
| 646688                 | 2008 ED183               | 26 febbraio 2014  | Mount Lemmon Survey          |
| 646689                 | 2008 EF183               | 21 marzo 2015     | Pan-STARRS                   |
| 646690                 | 2008 EH183               | 12 dicembre 2012  | Mount Lemmon Survey          |
| 646691                 | 2008 ER183               | 25 ottobre 2011   | Pan-STARRS                   |
| 646692                 | 2008 EY183               | 2 marzo 2008      | Mount Lemmon Survey          |
| 646693                 | 2008 EC184               | 4 marzo 2008      | Spacewatch                   |
| 646694                 | 2008 EN184               | 3 dicembre 2012   | Mount Lemmon Survey          |
| 646695                 | 2008 EO184               | 28 ottobre 2017   | Mount Lemmon Survey          |
| 646696                 | 2008 EP184               | 10 marzo 2008     | Spacewatch                   |
| 646697                 | 2008 EQ184               | 15 marzo 2008     | Spacewatch                   |
| 646698                 | 2008 EV184               | 15 marzo 2008     | Spacewatch                   |
| 646699                 | 2008 EW184               | 11 marzo 2008     | Spacewatch                   |
| 646700                 | 2008 EA185               | 28 agosto 2016    | Mount Lemmon Survey          |

## 646701–646800
| Nome   | Designazione provvisoria | Data di scoperta  | Scopritore          |
| ------ | ------------------------ | ----------------- | ------------------- |
| 646701 | 2008 EJ185               | 5 aprile 2014     | Pan-STARRS          |
| 646702 | 2008 EB186               | 5 febbraio 2013   | Mount Lemmon Survey |
| 646703 | 2008 EE186               | 10 gennaio 2013   | Pan-STARRS          |
| 646704 | 2008 EH186               | 26 settembre 2017 | Pan-STARRS          |
| 646705 | 2008 EK186               | 13 marzo 2008     | Spacewatch          |
| 646706 | 2008 EY186               | 1 marzo 2008      | Spacewatch          |
| 646707 | 2008 EN187               | 22 maggio 2015    | Pan-STARRS          |
| 646708 | 2008 EP187               | 9 agosto 2005     | Cerro Tololo Obs.   |
| 646709 | 2008 EF188               | 5 aprile 2014     | Pan-STARRS          |
| 646710 | 2008 EN188               | 12 ottobre 2017   | Mount Lemmon Survey |
| 646711 | 2008 EJ189               | 6 marzo 2008      | Mount Lemmon Survey |
| 646712 | 2008 EV189               | 11 marzo 2008     | Mount Lemmon Survey |
| 646713 | 2008 EF190               | 10 marzo 2008     | Spacewatch          |
| 646714 | 2008 EF191               | 14 marzo 2004     | Spacewatch          |
| 646715 | 2008 EG191               | 8 marzo 2008      | Mount Lemmon Survey |
| 646716 | 2008 EV193               | 5 marzo 2008      | Mount Lemmon Survey |
| 646717 | 2008 EW193               | 6 marzo 2008      | Mount Lemmon Survey |
| 646718 | 2008 EL194               | 12 marzo 2008     | Mount Lemmon Survey |
| 646719 | 2008 EP194               | 13 marzo 2008     | Spacewatch          |
| 646720 | 2008 EL195               | 11 marzo 2008     | Spacewatch          |
| 646721 | 2008 EF196               | 5 marzo 2008      | Mount Lemmon Survey |
| 646722 | 2008 EK198               | 12 marzo 2008     | Mount Lemmon Survey |
| 646723 | 2008 FC5                 | 13 marzo 2008     | Spacewatch          |
| 646724 | 2008 FA6                 | 23 agosto 2004    | Spacewatch          |
| 646725 | 2008 FN9                 | 26 febbraio 2008  | Mount Lemmon Survey |
| 646726 | 2008 FT9                 | 10 marzo 2008     | CSS                 |
| 646727 | 2008 FR13                | 10 febbraio 2008  | Mount Lemmon Survey |
| 646728 | 2008 FY16                | 27 marzo 2008     | Spacewatch          |
| 646729 | 2008 FY22                | 27 marzo 2008     | Spacewatch          |
| 646730 | 2008 FO24                | 27 marzo 2008     | Spacewatch          |
| 646731 | 2008 FD27                | 5 ottobre 2005    | Mount Lemmon Survey |
| 646732 | 2008 FB29                | 27 febbraio 2008  | Mount Lemmon Survey |
| 646733 | 2008 FD29                | 3 febbraio 2008   | Spacewatch          |
| 646734 | 2008 FY29                | 3 febbraio 2008   | Spacewatch          |
| 646735 | 2008 FB34                | 8 marzo 2008      | Mount Lemmon Survey |
| 646736 | 2008 FX34                | 19 marzo 2004     | Spacewatch          |
| 646737 | 2008 FO35                | 28 marzo 2008     | Mount Lemmon Survey |
| 646738 | 2008 FK39                | 28 marzo 2008     | Spacewatch          |
| 646739 | 2008 FY39                | 18 novembre 2003  | Spacewatch          |
| 646740 | 2008 FN40                | 13 febbraio 2008  | Mount Lemmon Survey |
| 646741 | 2008 FK44                | 8 marzo 2008      | Mount Lemmon Survey |
| 646742 | 2008 FK47                | 5 marzo 2008      | Spacewatch          |
| 646743 | 2008 FP47                | 28 marzo 2008     | Mount Lemmon Survey |
| 646744 | 2008 FX48                | 28 marzo 2008     | Mount Lemmon Survey |
| 646745 | 2008 FD49                | 28 marzo 2008     | Mount Lemmon Survey |
| 646746 | 2008 FJ50                | 12 marzo 2008     | Mount Lemmon Survey |
| 646747 | 2008 FM50                | 11 marzo 2008     | Spacewatch          |
| 646748 | 2008 FU50                | 28 marzo 2008     | Spacewatch          |
| 646749 | 2008 FN51                | 13 febbraio 2008  | Mount Lemmon Survey |
| 646750 | 2008 FK52                | 12 marzo 2008     | Spacewatch          |
| 646751 | 2008 FM53                | 28 marzo 2008     | Mount Lemmon Survey |
| 646752 | 2008 FW58                | 5 marzo 2008      | Mount Lemmon Survey |
| 646753 | 2008 FE60                | 7 febbraio 2008   | Mount Lemmon Survey |
| 646754 | 2008 FE63                | 27 marzo 2008     | Spacewatch          |
| 646755 | 2008 FO64                | 13 febbraio 2008  | Mount Lemmon Survey |
| 646756 | 2008 FQ65                | 28 marzo 2008     | Mount Lemmon Survey |
| 646757 | 2008 FX71                | 30 marzo 2008     | Spacewatch          |
| 646758 | 2008 FC74                | 14 settembre 2006 | Spacewatch          |
| 646759 | 2008 FB75                | 4 marzo 2008      | Mount Lemmon Survey |
| 646760 | 2008 FO80                | 27 marzo 2008     | Mount Lemmon Survey |
| 646761 | 2008 FK81                | 11 marzo 2008     | Spacewatch          |
| 646762 | 2008 FO82                | 11 marzo 2008     | Spacewatch          |
| 646763 | 2008 FB83                | 28 marzo 2008     | Spacewatch          |
| 646764 | 2008 FE86                | 28 febbraio 2008  | Mount Lemmon Survey |
| 646765 | 2008 FV87                | 4 marzo 2008      | Mount Lemmon Survey |
| 646766 | 2008 FW98                | 30 marzo 2008     | Spacewatch          |
| 646767 | 2008 FG99                | 30 marzo 2008     | Spacewatch          |
| 646768 | 2008 FR102               | 30 marzo 2008     | Spacewatch          |
| 646769 | 2008 FX104               | 30 marzo 2008     | Spacewatch          |
| 646770 | 2008 FW105               | 10 marzo 2008     | Spacewatch          |
| 646771 | 2008 FO106               | 31 marzo 2008     | Spacewatch          |
| 646772 | 2008 FW106               | 31 marzo 2008     | Spacewatch          |
| 646773 | 2008 FP107               | 31 marzo 2008     | Spacewatch          |
| 646774 | 2008 FS107               | 31 marzo 2008     | Spacewatch          |
| 646775 | 2008 FS110               | 31 marzo 2008     | Spacewatch          |
| 646776 | 2008 FC111               | 31 marzo 2008     | Spacewatch          |
| 646777 | 2008 FW113               | 31 marzo 2008     | Spacewatch          |
| 646778 | 2008 FK114               | 28 marzo 2008     | Mount Lemmon Survey |
| 646779 | 2008 FC115               | 31 marzo 2008     | Mount Lemmon Survey |
| 646780 | 2008 FP115               | 11 aprile 2005    | Mount Lemmon Survey |
| 646781 | 2008 FH117               | 31 marzo 2008     | Spacewatch          |
| 646782 | 2008 FQ119               | 13 aprile 2004    | Spacewatch          |
| 646783 | 2008 FL120               | 31 marzo 2008     | Mount Lemmon Survey |
| 646784 | 2008 FJ121               | 31 marzo 2008     | Mount Lemmon Survey |
| 646785 | 2008 FP131               | 26 marzo 2008     | Mount Lemmon Survey |
| 646786 | 2008 FC132               | 16 marzo 2008     | Spacewatch          |
| 646787 | 2008 FE132               | 26 marzo 2008     | Mount Lemmon Survey |
| 646788 | 2008 FA134               | 28 marzo 2008     | Spacewatch          |
| 646789 | 2008 FK138               | 26 marzo 2004     | Spacewatch          |
| 646790 | 2008 FV138               | 29 marzo 2008     | Spacewatch          |
| 646791 | 2008 FR139               | 31 marzo 2008     | Mount Lemmon Survey |
| 646792 | 2008 FT139               | 30 marzo 2008     | Spacewatch          |
| 646793 | 2008 FF140               | 29 marzo 2008     | Spacewatch          |
| 646794 | 2008 FS140               | 31 marzo 2008     | Mount Lemmon Survey |
| 646795 | 2008 FW140               | 29 marzo 2008     | CSS                 |
| 646796 | 2008 FZ140               | 29 marzo 2008     | CSS                 |
| 646797 | 2008 FG141               | 5 febbraio 2013   | Mount Lemmon Survey |
| 646798 | 2008 FO141               | 31 marzo 2008     | Mount Lemmon Survey |
| 646799 | 2008 FN142               | 28 marzo 2008     | Spacewatch          |
| 646800 | 2008 FS142               | 18 agosto 2009    | Spacewatch          |

## 646801–646900
| Nome   | Designazione provvisoria | Data di scoperta  | Scopritore          |
| ------ | ------------------------ | ----------------- | ------------------- |
| 646801 | 2008 FD144               | 12 settembre 2015 | Pan-STARRS          |
| 646802 | 2008 FJ144               | 30 marzo 2008     | Spacewatch          |
| 646803 | 2008 FB145               | 28 marzo 2008     | Mount Lemmon Survey |
| 646804 | 2008 FH145               | 22 agosto 2004    | Spacewatch          |
| 646805 | 2008 FO145               | 28 marzo 2008     | Mount Lemmon Survey |
| 646806 | 2008 FS145               | 29 marzo 2008     | Spacewatch          |
| 646807 | 2008 FV145               | 29 marzo 2008     | Spacewatch          |
| 646808 | 2008 FY148               | 26 marzo 2008     | Mount Lemmon Survey |
| 646809 | 2008 FK149               | 31 marzo 2008     | Mount Lemmon Survey |
| 646810 | 2008 FO149               | 26 marzo 2008     | Mount Lemmon Survey |
| 646811 | 2008 FA150               | 27 marzo 2008     | Spacewatch          |
| 646812 | 2008 GV2                 | 4 aprile 2008     | D. Healy            |
| 646813 | 2008 GG3                 | 7 aprile 2008     | CSS                 |
| 646814 | 2008 GC5                 | 1 aprile 2008     | Spacewatch          |
| 646815 | 2008 GV7                 | 1 aprile 2008     | Spacewatch          |
| 646816 | 2008 GB10                | 29 agosto 2005    | Spacewatch          |
| 646817 | 2008 GF11                | 1 aprile 2008     | Spacewatch          |
| 646818 | 2008 GV13                | 3 aprile 2008     | Mount Lemmon Survey |
| 646819 | 2008 GC15                | 27 settembre 2006 | Spacewatch          |
| 646820 | 2008 GD16                | 2 marzo 2008      | Spacewatch          |
| 646821 | 2008 GY17                | 4 aprile 2008     | Spacewatch          |
| 646822 | 2008 GE18                | 27 marzo 2008     | Spacewatch          |
| 646823 | 2008 GG19                | 4 aprile 2008     | Mount Lemmon Survey |
| 646824 | 2008 GP19                | 4 aprile 2008     | Mount Lemmon Survey |
| 646825 | 2008 GQ19                | 4 aprile 2008     | Mount Lemmon Survey |
| 646826 | 2008 GP24                | 1 aprile 2008     | Mount Lemmon Survey |
| 646827 | 2008 GV24                | 1 aprile 2008     | Mount Lemmon Survey |
| 646828 | 2008 GL28                | 3 aprile 2008     | Spacewatch          |
| 646829 | 2008 GL29                | 27 marzo 2008     | Mount Lemmon Survey |
| 646830 | 2008 GB31                | 15 marzo 2008     | Spacewatch          |
| 646831 | 2008 GO31                | 26 marzo 2008     | Spacewatch          |
| 646832 | 2008 GD32                | 3 aprile 2008     | Spacewatch          |
| 646833 | 2008 GC38                | 3 aprile 2008     | Spacewatch          |
| 646834 | 2008 GW39                | 4 aprile 2008     | Spacewatch          |
| 646835 | 2008 GM40                | 4 aprile 2008     | Mount Lemmon Survey |
| 646836 | 2008 GF42                | 4 aprile 2008     | Spacewatch          |
| 646837 | 2008 GH42                | 4 aprile 2008     | Spacewatch          |
| 646838 | 2008 GL44                | 31 agosto 2000    | Spacewatch          |
| 646839 | 2008 GU49                | 5 aprile 2008     | Spacewatch          |
| 646840 | 2008 GL51                | 5 aprile 2008     | Mount Lemmon Survey |
| 646841 | 2008 GG53                | 5 aprile 2008     | Mount Lemmon Survey |
| 646842 | 2008 GD54                | 5 aprile 2008     | Mount Lemmon Survey |
| 646843 | 2008 GG60                | 5 aprile 2008     | Spacewatch          |
| 646844 | 2008 GC61                | 27 agosto 2005    | Spacewatch          |
| 646845 | 2008 GO61                | 5 aprile 2008     | Mount Lemmon Survey |
| 646846 | 2008 GM63                | 5 aprile 2008     | Spacewatch          |
| 646847 | 2008 GA64                | 5 aprile 2008     | CSS                 |
| 646848 | 2008 GL64                | 10 febbraio 2008  | Spacewatch          |
| 646849 | 2008 GE68                | 29 marzo 2008     | Spacewatch          |
| 646850 | 2008 GO71                | 7 aprile 2008     | Mount Lemmon Survey |
| 646851 | 2008 GL73                | 7 aprile 2008     | Mount Lemmon Survey |
| 646852 | 2008 GY75                | 7 aprile 2008     | Mount Lemmon Survey |
| 646853 | 2008 GG77                | 7 aprile 2008     | Spacewatch          |
| 646854 | 2008 GQ78                | 7 aprile 2008     | Spacewatch          |
| 646855 | 2008 GC79                | 7 aprile 2008     | Spacewatch          |
| 646856 | 2008 GD79                | 7 aprile 2008     | Spacewatch          |
| 646857 | 2008 GC80                | 10 marzo 2008     | Mount Lemmon Survey |
| 646858 | 2008 GU88                | 5 marzo 2008      | Spacewatch          |
| 646859 | 2008 GB91                | 6 aprile 2008     | Mount Lemmon Survey |
| 646860 | 2008 GN91                | 28 marzo 2008     | Mount Lemmon Survey |
| 646861 | 2008 GP97                | 31 marzo 2008     | Spacewatch          |
| 646862 | 2008 GF99                | 10 febbraio 2008  | Mount Lemmon Survey |
| 646863 | 2008 GV101               | 10 aprile 2008    | Spacewatch          |
| 646864 | 2008 GG102               | 1 aprile 2008     | Spacewatch          |
| 646865 | 2008 GN102               | 6 aprile 2008     | Spacewatch          |
| 646866 | 2008 GU102               | 10 aprile 2008    | Spacewatch          |
| 646867 | 2008 GO103               | 28 marzo 2008     | Spacewatch          |
| 646868 | 2008 GD105               | 19 maggio 2005    | Mount Lemmon Survey |
| 646869 | 2008 GK108               | 6 marzo 2008      | Mount Lemmon Survey |
| 646870 | 2008 GK114               | 10 marzo 2008     | Mount Lemmon Survey |
| 646871 | 2008 GG116               | 11 aprile 2008    | Mount Lemmon Survey |
| 646872 | 2008 GJ118               | 31 ottobre 2006   | Mount Lemmon Survey |
| 646873 | 2008 GH124               | 28 aprile 2004    | Spacewatch          |
| 646874 | 2008 GO125               | 14 aprile 2008    | Mount Lemmon Survey |
| 646875 | 2008 GL126               | 16 ottobre 2006   | Spacewatch          |
| 646876 | 2008 GP127               | 14 aprile 2008    | Mount Lemmon Survey |
| 646877 | 2008 GO128               | 10 aprile 2008    | CSS                 |
| 646878 | 2008 GH129               | 3 aprile 2008     | Spacewatch          |
| 646879 | 2008 GT139               | 6 aprile 2008     | Spacewatch          |
| 646880 | 2008 GG140               | 6 aprile 2008     | Mount Lemmon Survey |
| 646881 | 2008 GK140               | 7 aprile 2008     | Spacewatch          |
| 646882 | 2008 GP145               | 7 aprile 2008     | Spacewatch          |
| 646883 | 2008 GY145               | 13 aprile 2008    | CSS                 |
| 646884 | 2008 GF147               | 2 settembre 2014  | Pan-STARRS          |
| 646885 | 2008 GG149               | 4 aprile 2008     | Mount Lemmon Survey |
| 646886 | 2008 GV149               | 11 aprile 2008    | Spacewatch          |
| 646887 | 2008 GY149               | 6 aprile 2008     | Spacewatch          |
| 646888 | 2008 GA151               | 17 marzo 2012     | Mount Lemmon Survey |
| 646889 | 2008 GP151               | 11 aprile 2008    | Mount Lemmon Survey |
| 646890 | 2008 GS151               | 4 aprile 2014     | Pan-STARRS          |
| 646891 | 2008 GV151               | 14 aprile 2008    | Mount Lemmon Survey |
| 646892 | 2008 GY151               | 22 ottobre 2011   | Spacewatch          |
| 646893 | 2008 GE152               | 2 novembre 2011   | Mount Lemmon Survey |
| 646894 | 2008 GG152               | 5 marzo 2002      | SDSS Collaboration  |
| 646895 | 2008 GD153               | 7 aprile 2008     | Mount Lemmon Survey |
| 646896 | 2008 GK153               | 11 aprile 2008    | Spacewatch          |
| 646897 | 2008 GQ153               | 9 aprile 2008     | Spacewatch          |
| 646898 | 2008 GY153               | 15 aprile 2008    | Spacewatch          |
| 646899 | 2008 GE154               | 19 marzo 2017     | Mount Lemmon Survey |
| 646900 | 2008 GH154               | 12 marzo 2016     | Pan-STARRS          |

## 646901–647000
| Nome   | Designazione provvisoria | Data di scoperta  | Scopritore          |
| ------ | ------------------------ | ----------------- | ------------------- |
| 646901 | 2008 GV154               | 8 marzo 2008      | Spacewatch          |
| 646902 | 2008 GX154               | 11 aprile 2008    | Spacewatch          |
| 646903 | 2008 GQ155               | 12 gennaio 2016   | Pan-STARRS          |
| 646904 | 2008 GA156               | 17 gennaio 2016   | Pan-STARRS          |
| 646905 | 2008 GB156               | 21 novembre 2014  | Pan-STARRS          |
| 646906 | 2008 GD156               | 23 febbraio 2012  | Spacewatch          |
| 646907 | 2008 GP157               | 25 novembre 2009  | Spacewatch          |
| 646908 | 2008 GQ157               | 13 aprile 2008    | Spacewatch          |
| 646909 | 2008 GX157               | 7 aprile 2008     | Spacewatch          |
| 646910 | 2008 GA158               | 14 aprile 2008    | Spacewatch          |
| 646911 | 2008 GO158               | 11 dicembre 2013  | Pan-STARRS          |
| 646912 | 2008 GS158               | 22 marzo 2017     | Pan-STARRS          |
| 646913 | 2008 GV158               | 8 marzo 2008      | Spacewatch          |
| 646914 | 2008 GW158               | 30 ottobre 2014   | Pan-STARRS          |
| 646915 | 2008 GH159               | 11 dicembre 2012  | Mount Lemmon Survey |
| 646916 | 2008 GU159               | 23 maggio 2014    | Pan-STARRS          |
| 646917 | 2008 GV159               | 18 maggio 2017    | Pan-STARRS          |
| 646918 | 2008 GB160               | 13 marzo 2012     | Mount Lemmon Survey |
| 646919 | 2008 GF160               | 7 aprile 2008     | Spacewatch          |
| 646920 | 2008 GC161               | 7 aprile 2008     | Spacewatch          |
| 646921 | 2008 GB163               | 6 novembre 2016   | Mount Lemmon Survey |
| 646922 | 2008 GD163               | 14 aprile 2008    | Mount Lemmon Survey |
| 646923 | 2008 GO163               | 15 gennaio 2018   | Pan-STARRS          |
| 646924 | 2008 GP163               | 27 agosto 2016    | Pan-STARRS          |
| 646925 | 2008 GR165               | 15 aprile 2008    | Spacewatch          |
| 646926 | 2008 GD167               | 4 aprile 2008     | Spacewatch          |
| 646927 | 2008 GM167               | 4 aprile 2008     | Mount Lemmon Survey |
| 646928 | 2008 GN167               | 1 aprile 2008     | Spacewatch          |
| 646929 | 2008 GS167               | 7 aprile 2008     | Mount Lemmon Survey |
| 646930 | 2008 GE168               | 11 aprile 2008    | Mount Lemmon Survey |
| 646931 | 2008 GG171               | 5 aprile 2008     | Mount Lemmon Survey |
| 646932 | 2008 GD172               | 15 aprile 2008    | Mount Lemmon Survey |
| 646933 | 2008 GW172               | 1 aprile 2008     | Spacewatch          |
| 646934 | 2008 GZ173               | 7 aprile 2008     | Spacewatch          |
| 646935 | 2008 GM176               | 5 aprile 2008     | Mount Lemmon Survey |
| 646936 | 2008 GL177               | 7 aprile 2008     | Spacewatch          |
| 646937 | 2008 GF179               | 27 agosto 2005    | NEAT                |
| 646938 | 2008 HS4                 | 7 aprile 2008     | Mount Lemmon Survey |
| 646939 | 2008 HH5                 | 3 aprile 2008     | Mount Lemmon Survey |
| 646940 | 2008 HA8                 | 24 aprile 2008    | Spacewatch          |
| 646941 | 2008 HS13                | 9 aprile 2008     | Spacewatch          |
| 646942 | 2008 HV14                | 12 marzo 2008     | Spacewatch          |
| 646943 | 2008 HZ15                | 25 aprile 2008    | Spacewatch          |
| 646944 | 2008 HR23                | 27 aprile 2008    | Spacewatch          |
| 646945 | 2008 HE24                | 3 aprile 2008     | Mount Lemmon Survey |
| 646946 | 2008 HP24                | 27 aprile 2008    | Spacewatch          |
| 646947 | 2008 HY34                | 13 dicembre 2006  | Spacewatch          |
| 646948 | 2008 HT36                | 30 aprile 2008    | Spacewatch          |
| 646949 | 2008 HW40                | 26 aprile 2008    | Mount Lemmon Survey |
| 646950 | 2008 HL42                | 27 aprile 2008    | Spacewatch          |
| 646951 | 2008 HK48                | 5 aprile 2008     | Mount Lemmon Survey |
| 646952 | 2008 HY49                | 29 aprile 2008    | Spacewatch          |
| 646953 | 2008 HZ51                | 11 aprile 2008    | Spacewatch          |
| 646954 | 2008 HB52                | 29 marzo 2008     | Spacewatch          |
| 646955 | 2008 HK52                | 14 aprile 2008    | Spacewatch          |
| 646956 | 2008 HX53                | 6 aprile 2008     | Mount Lemmon Survey |
| 646957 | 2008 HQ60                | 11 aprile 2008    | Mount Lemmon Survey |
| 646958 | 2008 HU63                | 14 aprile 2008    | Spacewatch          |
| 646959 | 2008 HV65                | 30 aprile 2008    | Spacewatch          |
| 646960 | 2008 HJ66                | 26 aprile 2008    | Mount Lemmon Survey |
| 646961 | 2008 HC67                | 24 aprile 2008    | Spacewatch          |
| 646962 | 2008 HQ70                | 29 aprile 2008    | Mount Lemmon Survey |
| 646963 | 2008 HN71                | 14 febbraio 2013  | Mount Lemmon Survey |
| 646964 | 2008 HA72                | 11 luglio 2016    | Pan-STARRS          |
| 646965 | 2008 HA73                | 13 gennaio 2016   | Pan-STARRS          |
| 646966 | 2008 HU73                | 28 aprile 2008    | Mount Lemmon Survey |
| 646967 | 2008 HL74                | 22 settembre 2014 | Pan-STARRS          |
| 646968 | 2008 HP74                | 20 novembre 2017  | Mount Lemmon Survey |
| 646969 | 2008 HQ74                | 26 aprile 2008    | Mount Lemmon Survey |
| 646970 | 2008 HD76                | 30 aprile 2008    | Mount Lemmon Survey |
| 646971 | 2008 HO76                | 23 novembre 2014  | Pan-STARRS          |
| 646972 | 2008 HS76                | 14 ottobre 2010   | Mount Lemmon Survey |
| 646973 | 2008 HX76                | 27 aprile 2017    | Pan-STARRS          |
| 646974 | 2008 HV77                | 29 aprile 2008    | Spacewatch          |
| 646975 | 2008 HN78                | 24 aprile 2008    | Spacewatch          |
| 646976 | 2008 JC1                 | 29 aprile 2008    | Mount Lemmon Survey |
| 646977 | 2008 JQ5                 | 3 maggio 2008     | Mount Lemmon Survey |
| 646978 | 2008 JZ5                 | 15 aprile 2008    | CSS                 |
| 646979 | 2008 JO8                 | 7 aprile 2008     | Mount Lemmon Survey |
| 646980 | 2008 JT9                 | 7 aprile 2008     | Spacewatch          |
| 646981 | 2008 JQ13                | 29 aprile 2008    | Spacewatch          |
| 646982 | 2008 JC19                | 7 maggio 2008     | Mount Lemmon Survey |
| 646983 | 2008 JF19                | 15 marzo 2008     | Spacewatch          |
| 646984 | 2008 JM21                | 4 maggio 2008     | SSS                 |
| 646985 | 2008 JG24                | 8 maggio 2008     | SSS                 |
| 646986 | 2008 JO27                | 8 maggio 2008     | Spacewatch          |
| 646987 | 2008 JF29                | 7 aprile 2008     | Mount Lemmon Survey |
| 646988 | 2008 JT32                | 29 aprile 2008    | Spacewatch          |
| 646989 | 2008 JD36                | 3 maggio 2008     | Mount Lemmon Survey |
| 646990 | 2008 JK42                | 11 ottobre 2010   | Spacewatch          |
| 646991 | 2008 JN42                | 1 agosto 2016     | Pan-STARRS          |
| 646992 | 2008 JB43                | 16 marzo 2012     | Mount Lemmon Survey |
| 646993 | 2008 JH43                | 8 maggio 2008     | Mount Lemmon Survey |
| 646994 | 2008 JN43                | 16 febbraio 2013  | Spacewatch          |
| 646995 | 2008 JT43                | 22 aprile 2012    | Spacewatch          |
| 646996 | 2008 JW43                | 28 aprile 1997    | Spacewatch          |
| 646997 | 2008 JK45                | 12 ottobre 2010   | Mount Lemmon Survey |
| 646998 | 2008 JX45                | 31 dicembre 2013  | Pan-STARRS          |
| 646999 | 2008 JJ46                | 3 maggio 2008     | Mount Lemmon Survey |
| 647000 | 2008 JC47                | 16 ottobre 2009   | Mount Lemmon Survey |